# Tezontepec de Aldama
Esta página se refiere a una localidad. Para el municipio homónimo véase Municipio de Tezontepec de Aldama
Tezontepec de Aldama es una localidad mexicana, cabecera del municipio de Tezontepec de Aldama en el estado de Hidalgo.

## Historia
Antes de la llegada de los españoles, Tezontepec estaba ubicado en los alrededores del cerro del Tezontle. Para 1530 la pequeña tribu era una mezcla de varias razas: chichimecas, aztecas y otomíes; las cuales pertenecían al señorío de "Tizantloca", después pasó a formar parte del señorío de Mixquiahuala. No se sabe la fecha exacta de su fundación, pero en el siglo XVI fue conquistado por los españoles y se incorporó a la corona española. Durante la colonia, dependió de la alcaldía de Pachoacan y en 1869 se convirtió en municipio. Su primer presidente municipal fue Isabel Alfaro, el cual fue nombrado presidente en 1887.
El 23 de junio de 2004	las localidades de Presas, San Isidro Presas, San Juan, La Loma, Panuaya, San Isidro el Tanque, Mangas, Huitel, Mangas, El Tinaco y Nuevo Panuaya se desconurban de la localidad.

## Geografía
Se encuentra en la región del Valle del Mezquital, le corresponden las coordenadas geográficas 20°11′33.942″ de latitud norte y 99°16′21.658″ de longitud oeste, con una altitud de 2007 m s. n. m. Cuenta con un clima semiseco templado; registra una temperatura media anual de alrededor de los 16.6 °C, una precipitación pluvial de 500 milímetros por año, y el período de lluvias es de mayo a octubre.
En cuanto a fisiografía se encuentra en la provincia de la Eje Neovolcánico, dentro de la subprovincia de Lagos y Volcanes de Querétaro e Hidalgo; su terreno es de llanura. En lo que respecta a la hidrología se encuentra posicionado en la región del Pánuco, dentro de la cuenca del río Moctezuma, y en las subcuenca del río Tula.

## Demografía
De acuerdo con el Censo de Población y Vivienda 2020 del INEGI; la localidad tiene una población de 5398 habitantes, lo que representa el 9.79 % de la población municipal. De los cuales 2634 son hombres y 2764 son mujeres; con una relación de 95.3 hombres por 100 mujeres.
Las personas que hablan alguna lengua indígena, es de 8 personas, alrededor del 0.15 % de la población de la ciudad. En la ciudad hay 36 personas que se consideran afromexicanos o afrodescendientes, alrededor de 0.67 % de la población de la ciudad.
De acuerdo con datos del censo INEGI 2020, unas 4406 declaran practicar la religión católica; unas 434 personas declararon profesar una religión protestante o cristiano evangélico; 60 personas declararon otra religión; y unas 497 personas que declararon no tener religión o no estar adscritas en alguna.
| Gráfica de evolución demográfica de Tezontepec de Aldama entre 1921 y 2020 |
|                                                                            |
| Población registrada por los censos y conteos del INEGI.                   |

## Cultura
Artesanías: La alfarería, además de la elaboración de ayates, cántaros, cazuelas y tejidos. Gastronomía: Los chinicuiles estos se extraen de los magueyes de lo que se conoce como la piña y los gusanos blancos de maguey estos se extraen de la penca del maguey y son más grandes que los chinicuiles

### Fiestas
- Feria Patronal de Tezontepec en honor a la Virgen de la Candelaria, el 2 de febrero.
- Fiesta Patronal de San Juan Bautista, el 24 de junio.
- Semana Santa en la parroquia de San Juan Bautista de Tezontepec
- Fiestas patrias: el 15 y 16 de septiembre.
- Fiesta de la Virgen de Guadalupe: el 12 de diciembre.
- Posadas, Navidad 24 de diciembre, Levanta Niños, del 25 de diciembre al 1 de febrero.
- La feria de la Cruz en honor a la Santa Cruz, el 3 de mayo.

## Economía
La localidad tiene un grado de marginación bajo y un grado de rezago muy bajo.